# Rivière Renouf
Pour les articles homonymes, voir Renouf.
La rivière Renouf coule dans les municipalités de Notre-Dame-des-Neiges et de Trois-Pistoles, dans la municipalité régionale de comté (MRC) des Les Basques, dans la région administrative du Bas-Saint-Laurent, au Québec, au Canada.
Ce ruisseau se déverse sur le littoral sud-est du fleuve Saint-Laurent, au cœur du village de Trois-Pistoles.

## Géographie
La rivière Renouf prend sa source de ruisseaux agricoles dans le 3e rang Ouest, dans Notre-Dame-des-Neiges, soit dans la plaine riveraine du littoral sud-est de l'estuaire du Saint-Laurent. Cette source est située à 5,1 km au sud-est du littoral sud-est de l'estuaire du Saint-Laurent, à 4,7 km au sud du centre du village de Trois-Pistoles, à 3,4 km à l'est d'une boucle de la rivière des Trois Pistoles.
La rivière descend vers le nord-ouest d'abord à travers des zones agricoles en drainant la zone située à l'ouest du chemin du 2e rang Centre (route 293), puis en traversant la partie ouest du village de Trois-Pistoles.
La rivière Renouf coule sur 5,9 km répartis selon les segments suivants :
- 2,1 km vers le nord en zone agricole dans Notre-Dame-des-Neiges, jusqu'à la route du 2e Rang Ouest ;
- 0,9 km vers le nord-ouest, jusqu'à la limite de Trois-Pistoles ;
- 0,3 km vers le nord-ouest dans Trois-Pistoles, jusqu'à la route 132 ;
- 1,7 km vers le nord, en recueillant les eaux de la confluence de la rivière Deschênes (venant du sud), jusqu'à la rue Notre-Dame-Ouest ;
- 0,8 km vers le nord, jusqu'à la rue Jean-Rioux ;
- 0,1 km vers le nord-est, jusqu'à sa confluence[3].

La rivière Renouf se déverse sur les battures (jusqu'à 1,0 km à marée basse) du littoral sud-est du fleuve Saint-Laurent dans la municipalité de Trois-Pistoles. Cette confluence est située au sud-ouest d'une baie (longue de 1,9 km sur le littoral). Cette baie est délimitée à l'est par les Îlets d'Amour et la Pointe d'Amours ; à l'ouest par une presqu'île qui s'avance dans le fleuve vers le nord-est.

## Toponymie
Le toponyme rivière Renouf évoque l'œuvre de vie de Philippe Renouf, originaire de l'île anglo-normande de Jersey. Au milieu du XIXe siècle, Renouf occupait les postes de maire et de conseiller à Trois-Pistoles. Habile artisan, il s'adonnait à l'ébénisterie qu'il pratiquait au sein d'un bâtiment construit vers 1840. Ce site est situé en bordure de la rivière Renouf, à 1 km en amont de sa confluence. Ce bâtiment fut reconstruit vers 1885 ; il a été transformé en scierie par la famille Renouf qui l'exploita jusqu'en 1925, année où il a été acquis par Ernest Pelletier. Variante toponymique : Deuxième Rivière.
Le toponyme « Rivière Renouf » a été officialisé le 11 juin 1982 à la Commission de toponymie du Québec